# Villa La Capponcina
Villa La Capponcina si trova in via della Capponcina 32 a Settignano, nel comune di Firenze.

## Storia e descrizione
La villa, già della famiglia Capponi, è nota soprattutto per essere stata abitata da Gabriele D'Annunzio tra il 1898 e il 1910 e per essere stata teatro dell’amore del poeta con Eleonora Duse, che stava a pochi passi, a villa Porziuncola (al n. 75 sull'altro lato della strada).
Il poeta italiano lasciò un'importante impronta sulla casa, arredandola con mobili quattrocenteschi. Qui visse da principe rinascimentale, circondato da numerosi domestici, da una muta di cani e da cavalli scelti.